# Didi (fotbalist)
Valdir Pereira, poreclit Didi (pronunție în portugheză [dʒiˈdʒi]), (n. 8 octombrie 1928, Campos dos Goytacazes, Rio de Janeiro, Brazilia – d. 12 mai 2001, Rio de Janeiro, Rio de Janeiro, Brazilia) a fost un fotbalist și antrenor de fotbal brazilian. Ca fotbalist, Valdir Pereira activa pe poziția de mijlocaș. El a jucat la 3 Campionate Mondiale: 1954, 1958, și 1962, câștigându-le pe ultimele două și devenind cel mai bun jucător al turneului din 1958. El este considerat unul din cei mai buni mijlocași din istoria fotbalului renumit pentru pasele sale lungi, rezistența și tehnica ireproșabilă. El a devenit celebru pentru inventarea tehnicii "folha seca".

## Palmares
Ca jucător
Brazilia
- Campionatul Mondial de Fotbal: 1958, și 1962
- Copa Oswaldo Cruz: 1955, 1958, 1961, 1962
- O'Higgins Cup: 1955, 1961
- Jocurile Pan Americane: 1952
- Cupa Atlantică: 1956

Botafogo
- Brazilian Champion (Roberto Gomes Pedrosa Tournament): 1962
- State Championship: 1957, 1961, 1962
- Tournament Home: 1961, 1962 e 1963
- Colombia International Tournament: 1960
- Pentagonal Club of Mexico: 1962

Fluminense
- Copa Rio: 1952
- State Championship: 1951

Real Madrid
- Cupa Campionilor Europeni: 1959, 1960
- Ramon de Carranza Trophy: 1959

### Titluri individuale
- Jucătorul turneului la Campionatul Mondial: 1958

## Trivia
Pe 16 iunie 1950, într-un meci amical între echipele de tineret ale statelor Rio de Janeiro și São Paulo, Didi (la 20 de ani), jucând pentru Rio de Janeiro, a marcat primul gol din istorie pe Stadionul Maracanã.